# Nongs-pung
Nongs-pung o Nongspung és un dels estats Khasis a Meghalaya.
La població l'any 1881 era de 1.506 habitants i l'any 1901 de 1.859 habitants i els ingressos estimats el 1903-1904 d'unes 880 rúpies. Els principals productes eren l'arròs, patates i mel. A l'estat hi ha alguna mina de ferro. El sobirà portava el títol de siem i el 1881 el seu nom era U Santeu Singh; cobrava com a mauzadar de Kamrup i pels seus drets als boscos de Mathekar al límit de l'estat.